# Synagogues de Moisés Ville
Moisés Ville (en yiddish: מוזעסוויל) est une petite ville (comuna) de la province de Santa Fe en Argentine fondée  le 23 octobre 1889 par des Juifs de Russie et de l'Europe de l'Est, fuyant les pogroms et les persécutions.  Ils ont été financés et aidés par la J.C.A (Jewish Colonization Association) fondée par le baron Maurice de Hirsch.
La ville compte dans les années 1940 environ 3 000 habitants dont plus de 90 pour cent sont juifs. Depuis les années 1960, la population juive n'a pas cessé de décroitre, et lors du recensement de 2001, sur les 2 572 habitants, seulement environ 300 étaient juifs. La communauté juive possède un patrimoine important provenant du temps de sa splendeur, qu'elle a actuellement beaucoup de difficultés du point de vue financier à entretenir.
Une première synagogue provisoire est construite dès les débuts de la colonisation. Elle servira de lieu de culte mais aussi de lieu de réunion pour prendre les décisions concernant la vie de la communauté. C'est dans cette synagogue qu'est prise la décision de rapatrier à Moisés Ville les corps des enfants morts du typhus et enterrés à Palacios et Monigotes.
En raison de la vigueur de la vie religieuse à Moisés Ville, quatre synagogues vont être bâties: la synagogue Baron de Hirsch, la synagogue lituanienne, la synagogue des Travailleurs et la synagogue Brenner. Toutes les synagogues seront de rite ashkénaze. Actuellement seule la synagogue Baron de Hirsch est encore en fonctionnement. La synagogue Brenner, classée monument historique est en cours de restauration et la synagogue des Travailleurs se dégrade rapidement. La synagogue lituanienne a été détruite.

## Synagogue Brenner

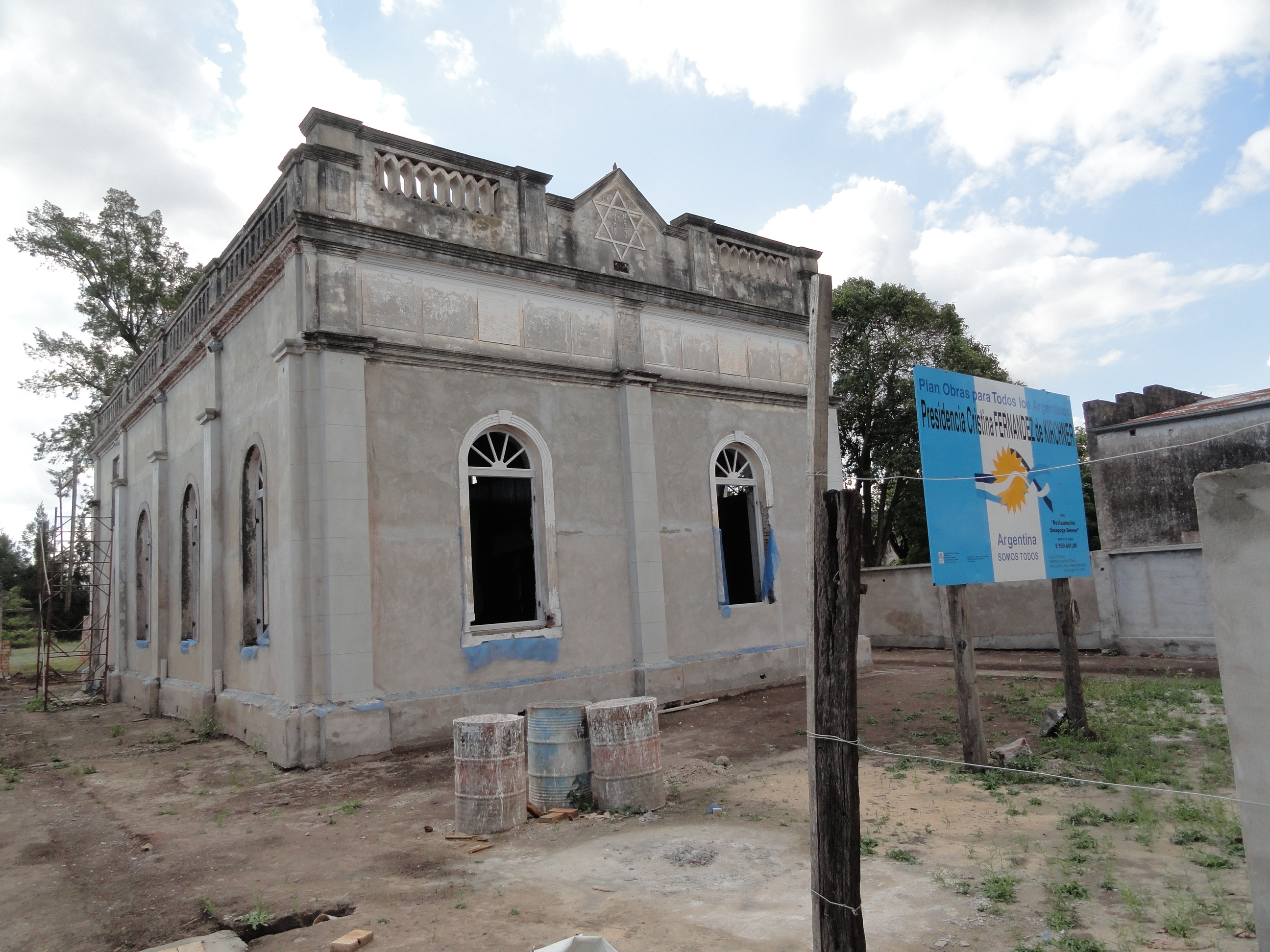
La synagogue Brenner en travaux de restauration (novembre 2010)

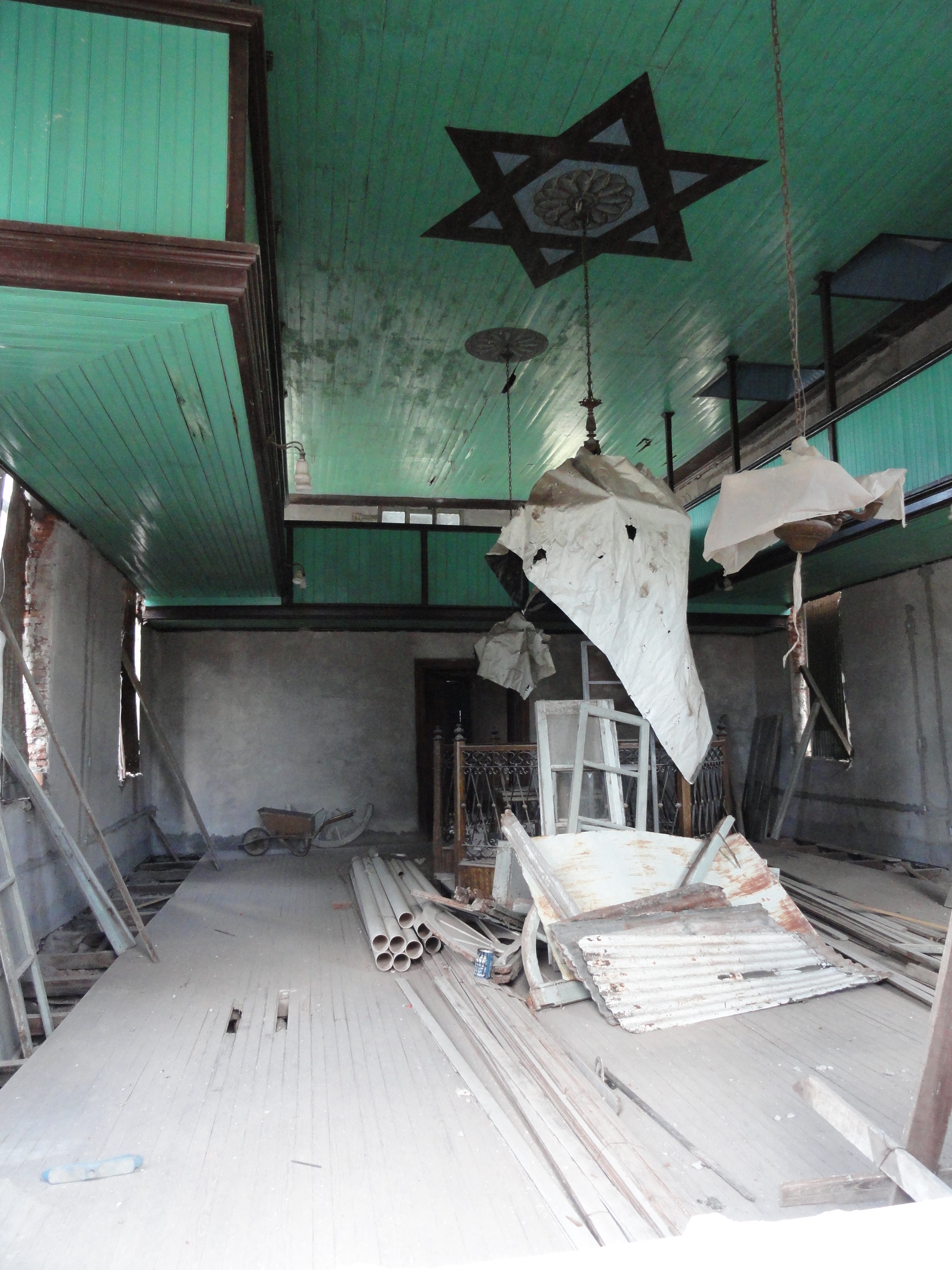
La synagogue Brenner en travaux de restauration (novembre 2010)

La synagogue Beit Amidrash Agadol est construite en 1905 par la famille Brenner, sous le nom de laquelle elle est connue. Elle sera donnée plus tard à la Societad Union Israelita de Moisés Ville. Ses murs sont en briques et boue et l'intérieur en bois. C'est l'édifice religieux le plus ancien ayant conservé ses caractéristiques originales.
La synagogue est construite sur un plan rectangulaire, avec une seule nef orientée d'ouest en est. Les façades ne possèdent que très peu de motifs ornementaux: les façades latérales sont formées d'une séquence de pilastres striés avec de simples chapiteaux; la façade principale possède un pseudo-fronton qui achève le secteur d'entrée.
À l'intérieur une magnifique Arche Sainte, avec certaines caractéristiques de style Renaissance italienne. Elle a été entièrement sculptée aux couteaux par l'ébéniste Abraham Silberman. Parmi les motifs, on reconnait des fruits et des aigles ailés avec une queue de serpent qui soufflent dans le shofar. Toutes ces gravures sont en polychromie.
Le toit de la salle est peint en vert, avec en son centre une étoile de David noire sur fond bleu, d'où pend en son milieu un magnifique lustre en bronze, offert par la famille Weisburg.  Ce lustre appartenait initialement au premier théâtre Colón de Buenos Aires. Sur sa structure en bronze, se trouvent des figures représentant la Comédie et la Tragédie, que l'on n'a pas l'habitude de voir dans une synagogue où la représentation de la figure humaine est interdite.
La galerie des femmes en bois, peinte aussi en vert, court sur trois des côtés de la synagogue, La galerie est maintenue par des armatures métalliques fixées dans le plafond.
La synagogue n'est plus en service, mais par sa  taille restreinte et sa décoration sobre, elle témoigne des difficultés rencontrées par la communauté juive à ses débuts.  Une grande partie du mobilier d'origine ainsi qu'une bibliothèque de livres religieux sont toujours présents. Fin 1998, le bâtiment est classé monument historique national pour "sa beauté inégalable".
Début 2011, la synagogue fait l'objet d'une rénovation complète subventionnée à hauteur de 959 501 pesos par le gouvernement dans le cadre du Plan obras para todos los argentinos.

## Synagogue des Travailleurs

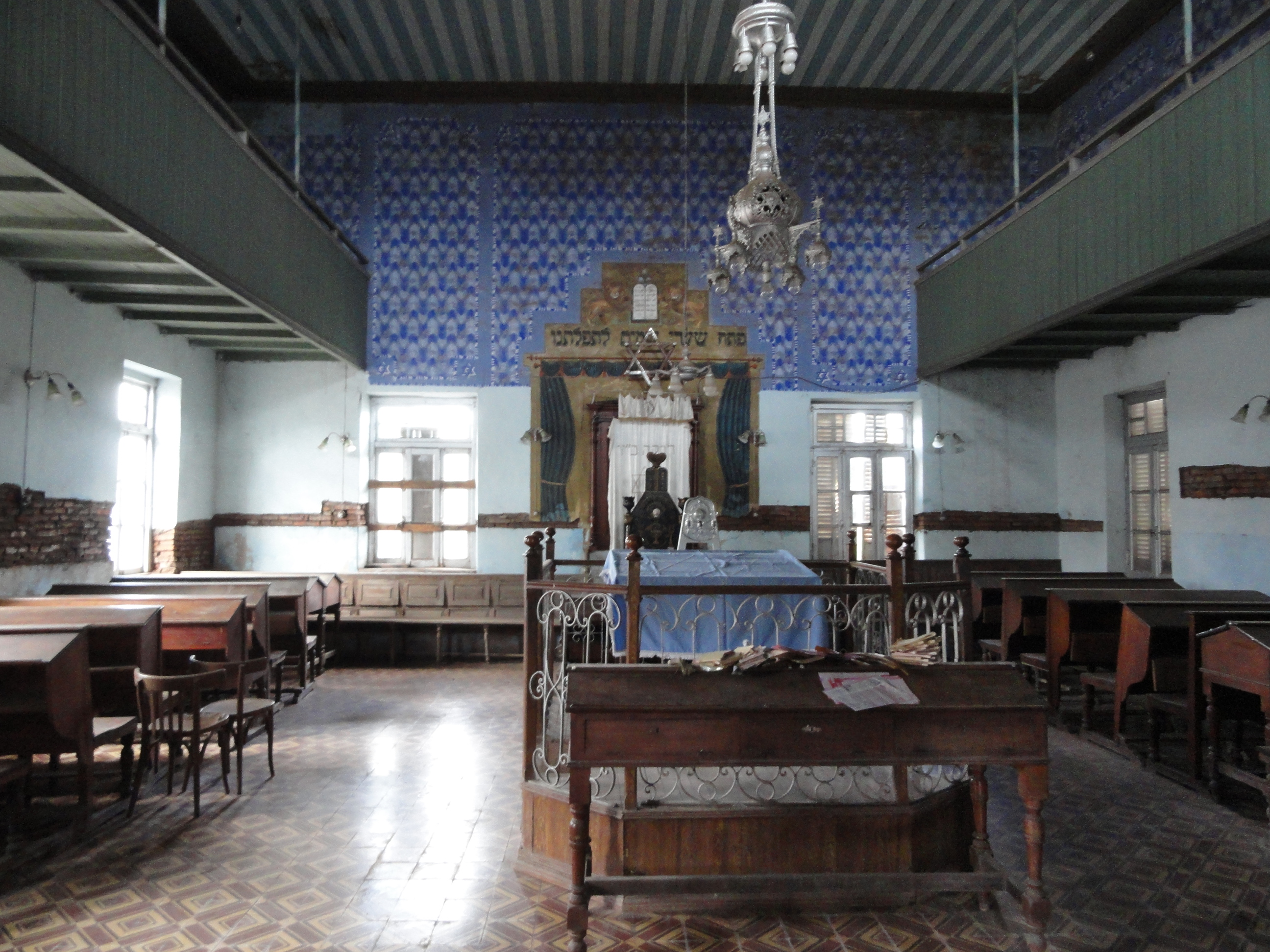
Vue intérieure de la synagogue des Travailleurs

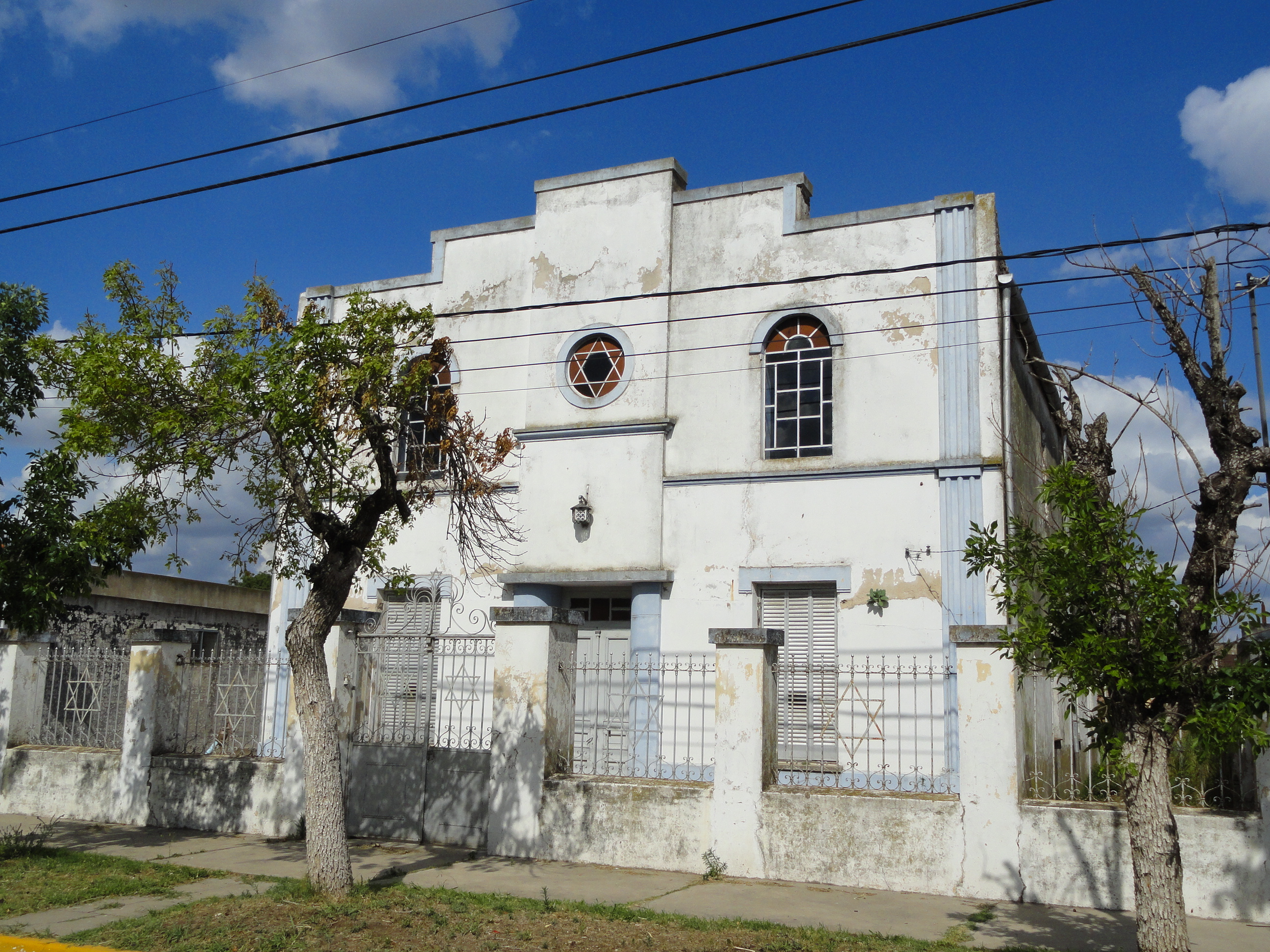
Vue extérieure de la synagogue des Travailleurs

La synagogue des Travailleurs (Arbeter Shoul) est construite en 1916 par des ouvriers et artisans, des tailleurs et autres professions qui consacrent plusieurs mois de leur temps libre, après leur journée de travail, à l'édification et à l'embellissement de cette synagogue.
Son architecture est simple et ses caractéristiques sont typiques des synagogues que l'on trouvait avant la Seconde Guerre mondiale dans les petites villes de l'Europe de l'Est. Bien qu'elle ne soit plus utilisée pour des offices religieux, une grande partie du mobilier d'origine est toujours présent. La Bimah est remarquable, faite en bois et en fer forgé. Les madriers en bois du toit sont peints alternativement en deux tons différents de bleu clair, avec trois grandes étoiles de David peintes, d'où pendent trois lampes.  La lampe centrale en fer, provenant de la synagogue lituanienne, en forme de dôme russe ciselé de quatre étoiles de David, est particulièrement travaillée. Les quatre branches horizontales sont surhaussées de ce même motif.
Les  murs sur le côté Est (Arche Sainte) et au-dessus de la galerie des femmes, sont recouverts de carreaux à deux tons de bleu, fabriqués localement et très populaires dans les années 1920. En plusieurs endroits, principalement au-dessus des fenêtres, l'humidité et les moisissures ont détérioré ces carreaux. Tout autour de la salle, à une hauteur variable entre 50 centimètres et 1,50 mètre, le revêtement en plâtre des murs est tombé, laissant apparaitre les briques à nu.
La synagogue n'est plus en service depuis 1968. Les livres de prière ont été enfermés pêle-mêle dans une armoire.

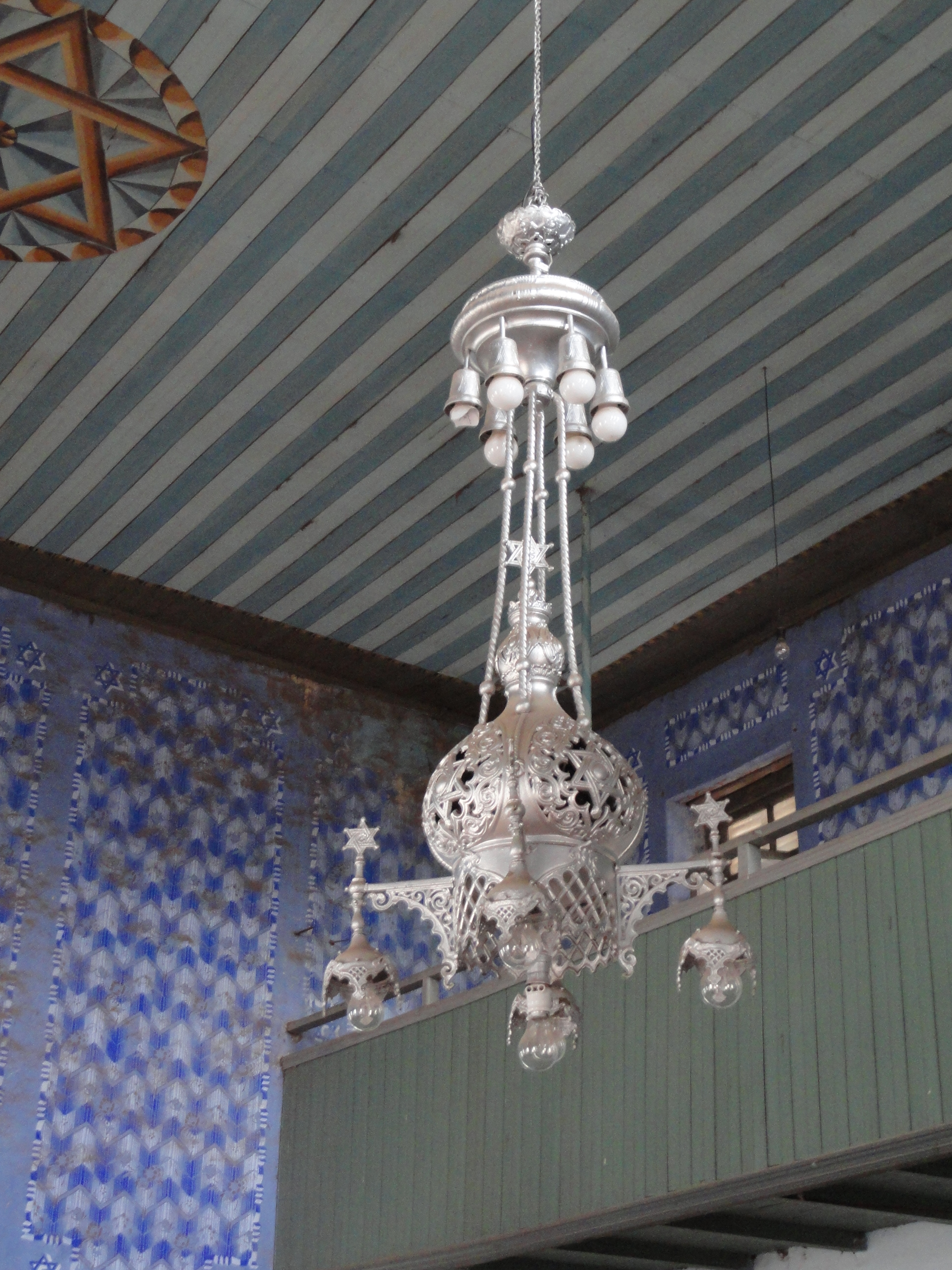
Lampe centrale sculptée.
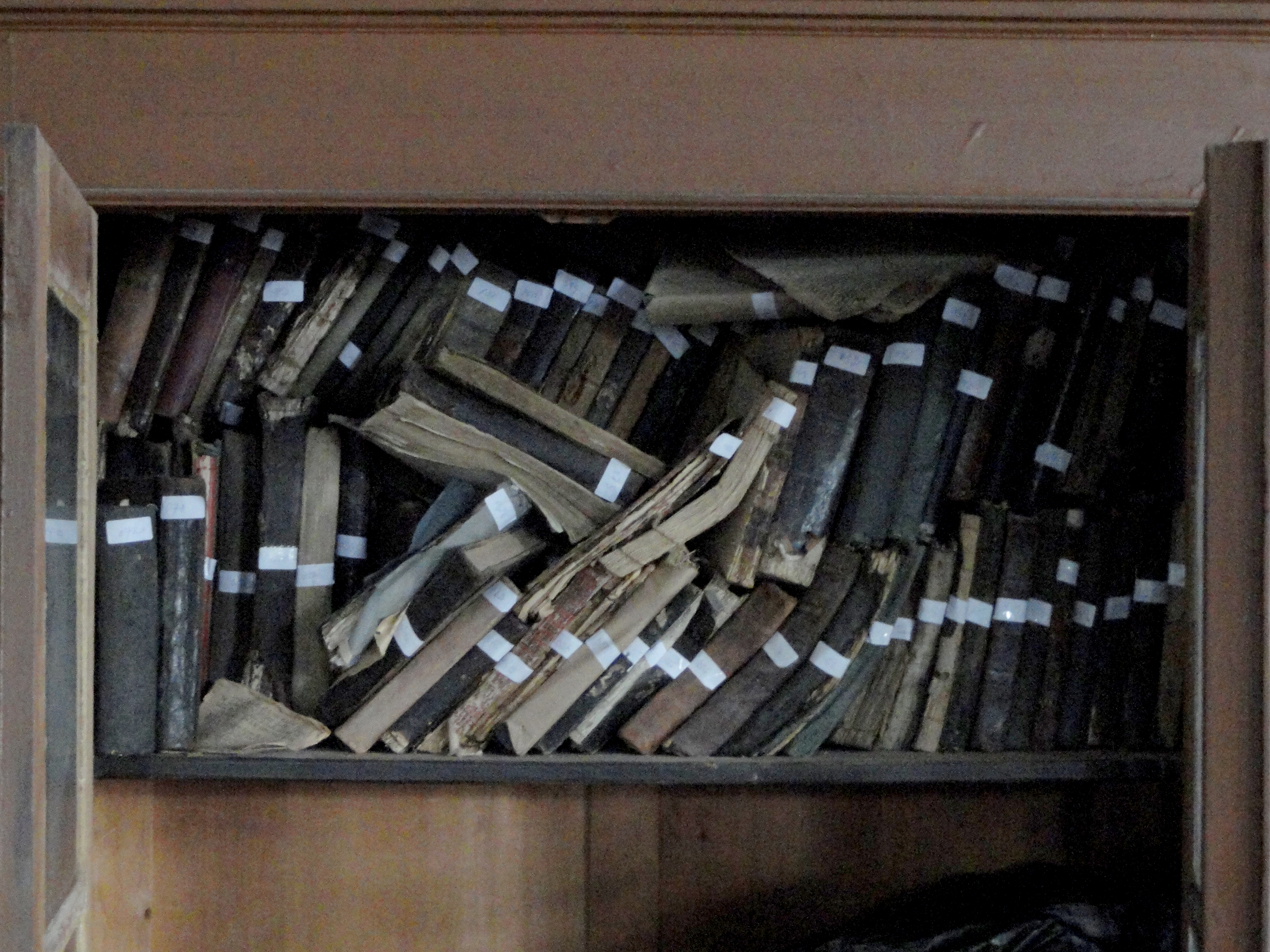
Livres de prière laissés à l'abandon.
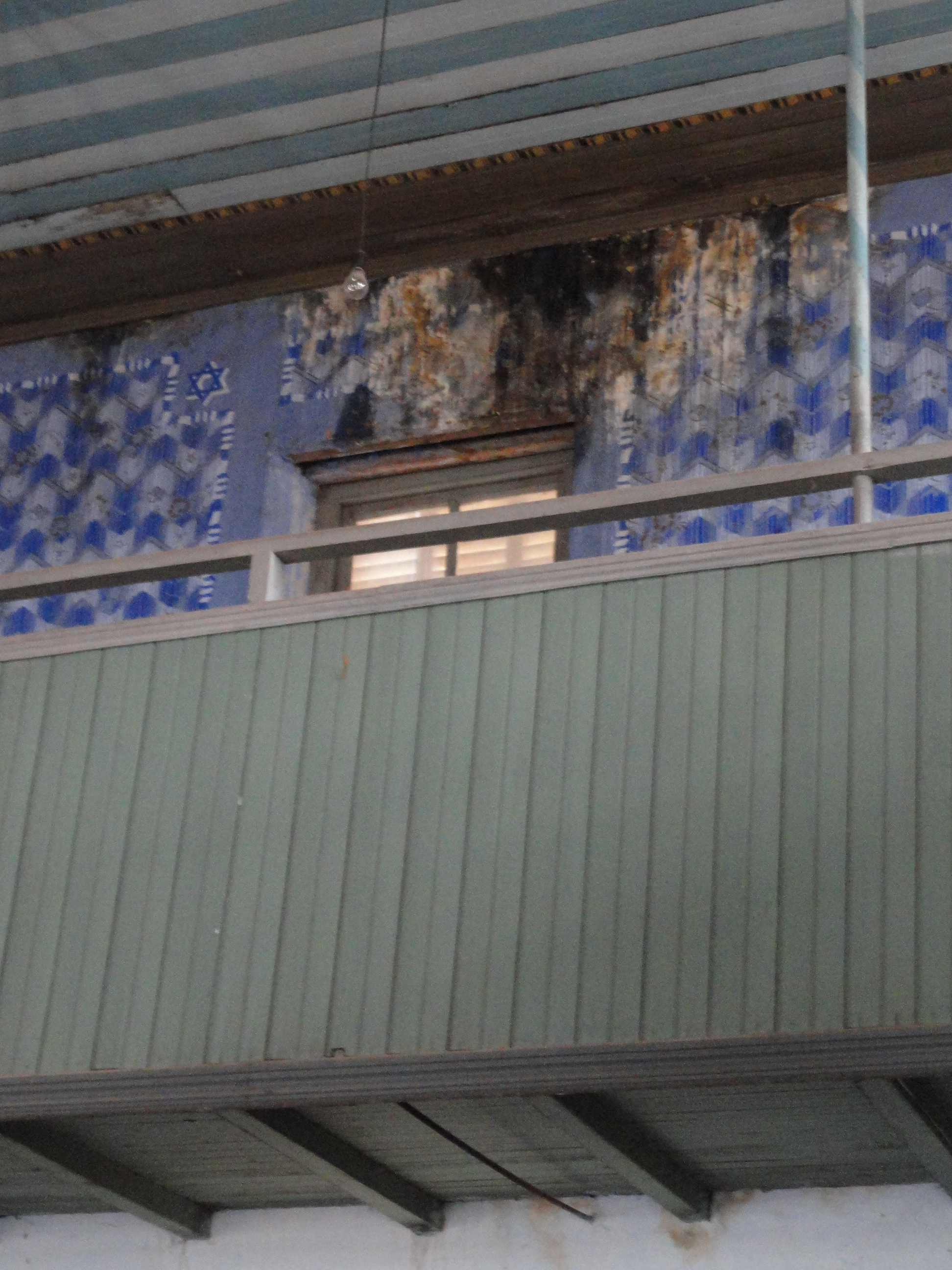
Carreaux endommagés par l'humidité et les moisissures.
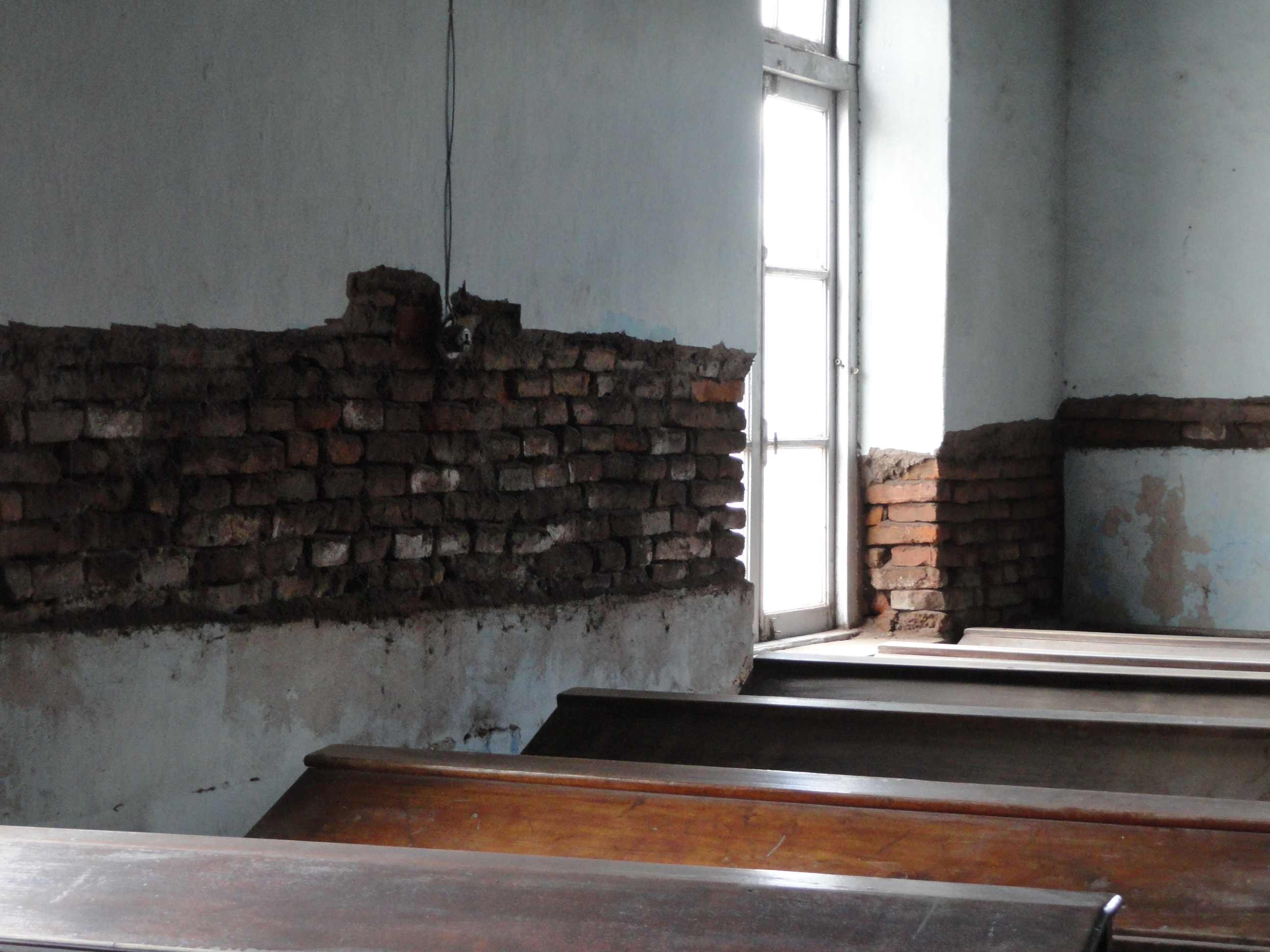
Mur endommagé par l'humidité et les moisissures.

## Synagogue Baron Hirsch

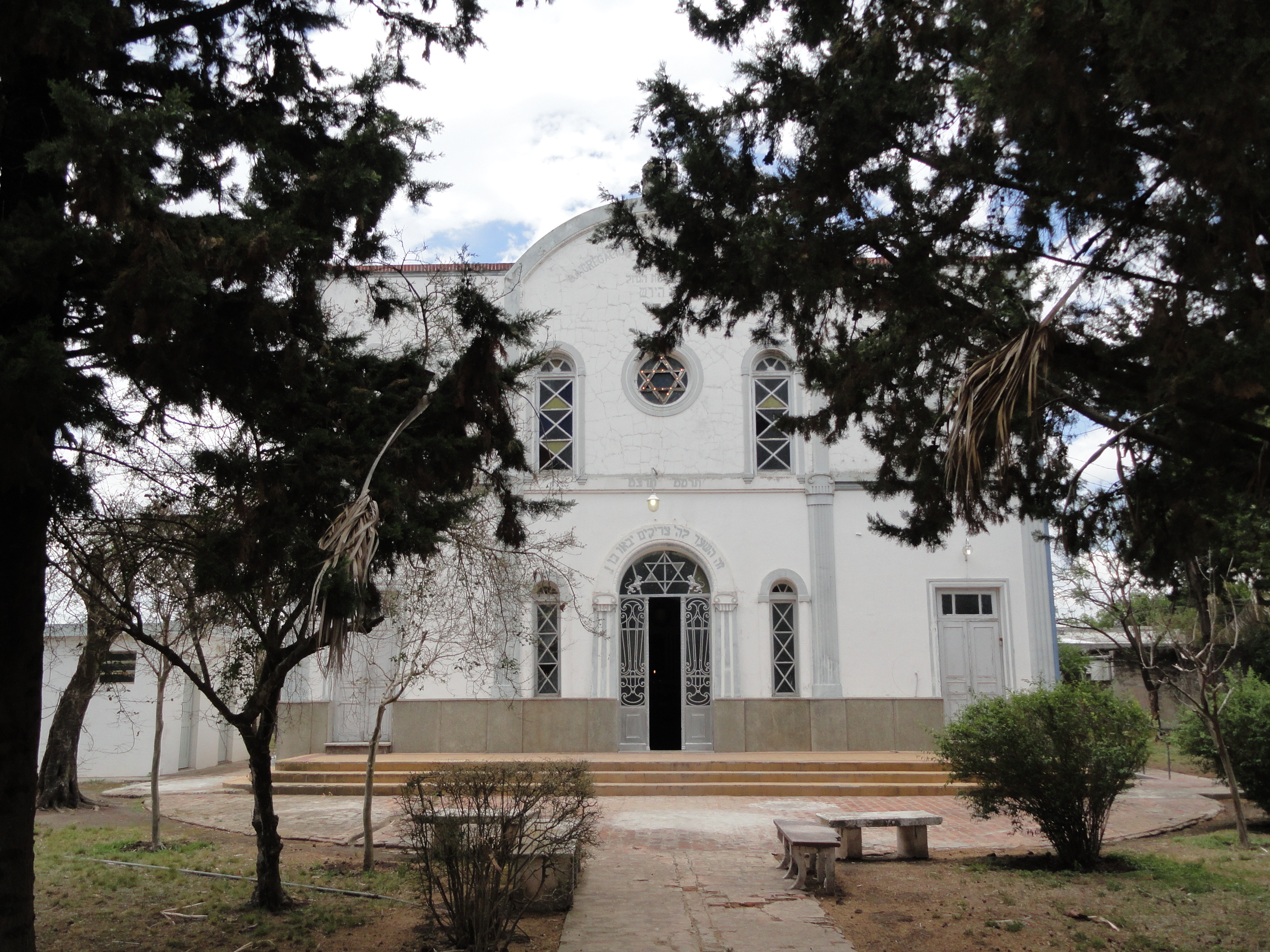
La synagogue Baron Hirsch

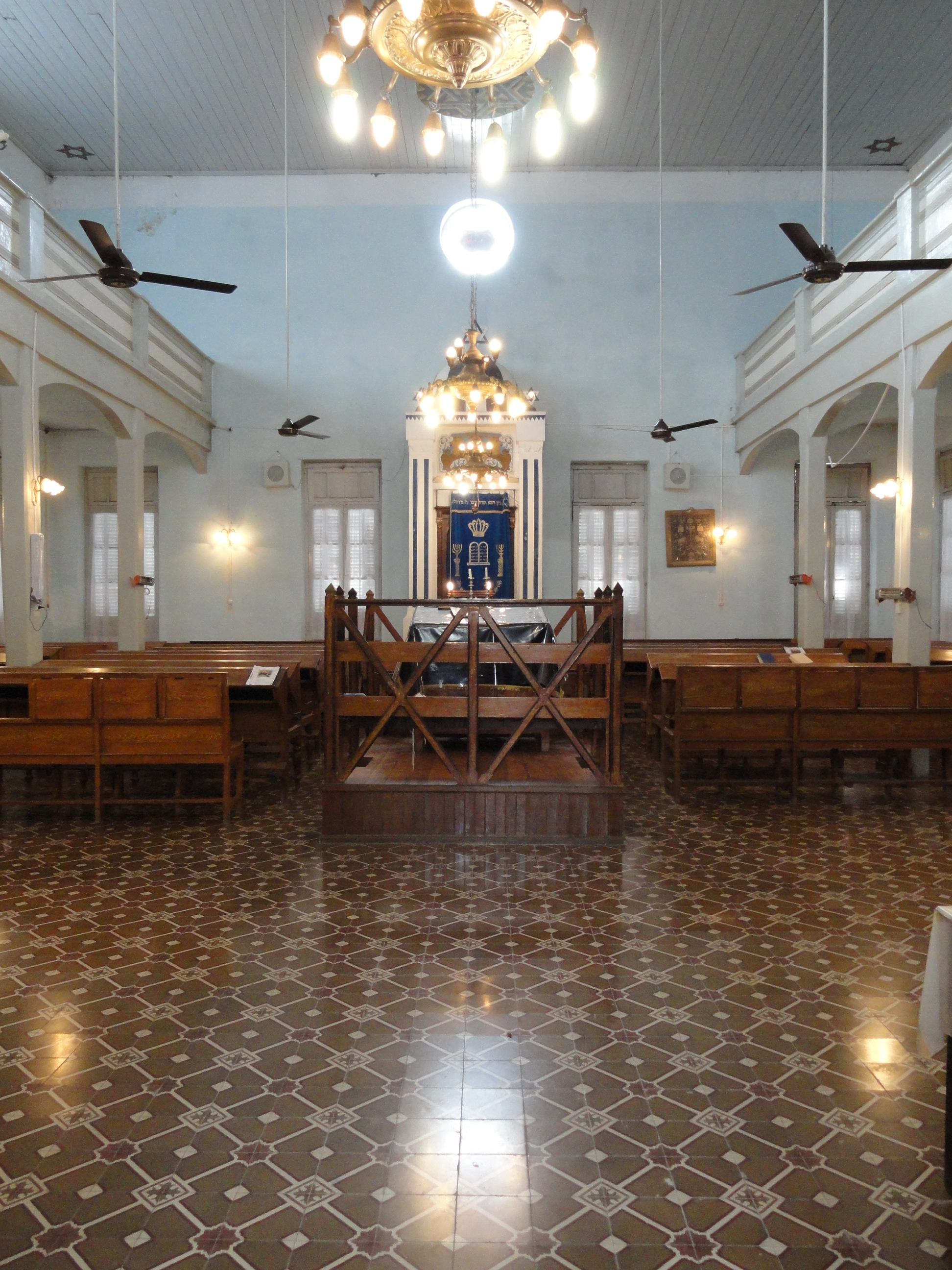
Intérieur de la synagogue Baron Hirsch

La Grande synagogue ou synagogue Baron de Hirsch est construite en 1927. Les colons la nomment officiellement du nom du baron Maurice de Hirsch, leur bienfaiteur, mais elle est surnommée la synagogue des riches par de nombreux ouvriers qui lui préfèrent la synagogue des Travailleurs. Actuellement, c'est la seule synagogue de Moisés Ville encore en activité, bien qu'elle n'ait plus de rabbin officiant. La communauté en fait venir un, généralement de Buenos Aires, pour les fêtes de Tishri ou pour célébrer un mariage ou une Bar-Mitzvah.
Le bâtiment, situé dans un jardin planté de grands arbres, principalement des pins, se trouve à l'intersection des rues 9 de Julio et Bartolomi Mitre. Il a subi au cours des ans de nombreuses modifications, mais possède toujours son premier rouleau de Torah, ramené de Russie à la fin du XIXe siècle. Le bâtiment est à deux niveaux, le niveau supérieur était réservé aux femmes. La façade de la synagogue est composée de trois parties, la partie centrale avec un fronton circulaire est séparée des deux parties latérales par un pilastre sans ornement. Sur le fronton est inscrit en espagnol Congregation Israelita Baron Hirsch; 1889-1939 et en dessous en hébreu: Grande synagogue Baron Hirsch. Au-dessus du fronton, s'élèvent les Tables de la Loi. Les côtés latéraux sont divisés en douze rectangles par des pilastres et un bandeau horizontal séparant les deux niveaux, dont la couleur bleue soutenue tranche avec le blanc de l'ensemble du bâtiment.
L'intérieur est peint en bleu pâle, en gris très clair et en blanc. Le plafond en bois est peint en gris avec des étoiles de David peintes en bleu et noir sur un cercle de teinte orangée. Du plafond pendent  des lampadaires, ainsi que plusieurs ventilateurs électriques qui brassent l'air pendant la période d'été.  La galerie des femmes, qui court sur trois des murs de la synagogue, repose de chaque côté sur quatre piliers.
Sur les murs d'entrée de la salle de prière, ainsi que sur ceux du vestibule sont accrochées plusieurs plaques rendant hommage aux donateurs, avec mention des sommes offertes en pesos argentins.

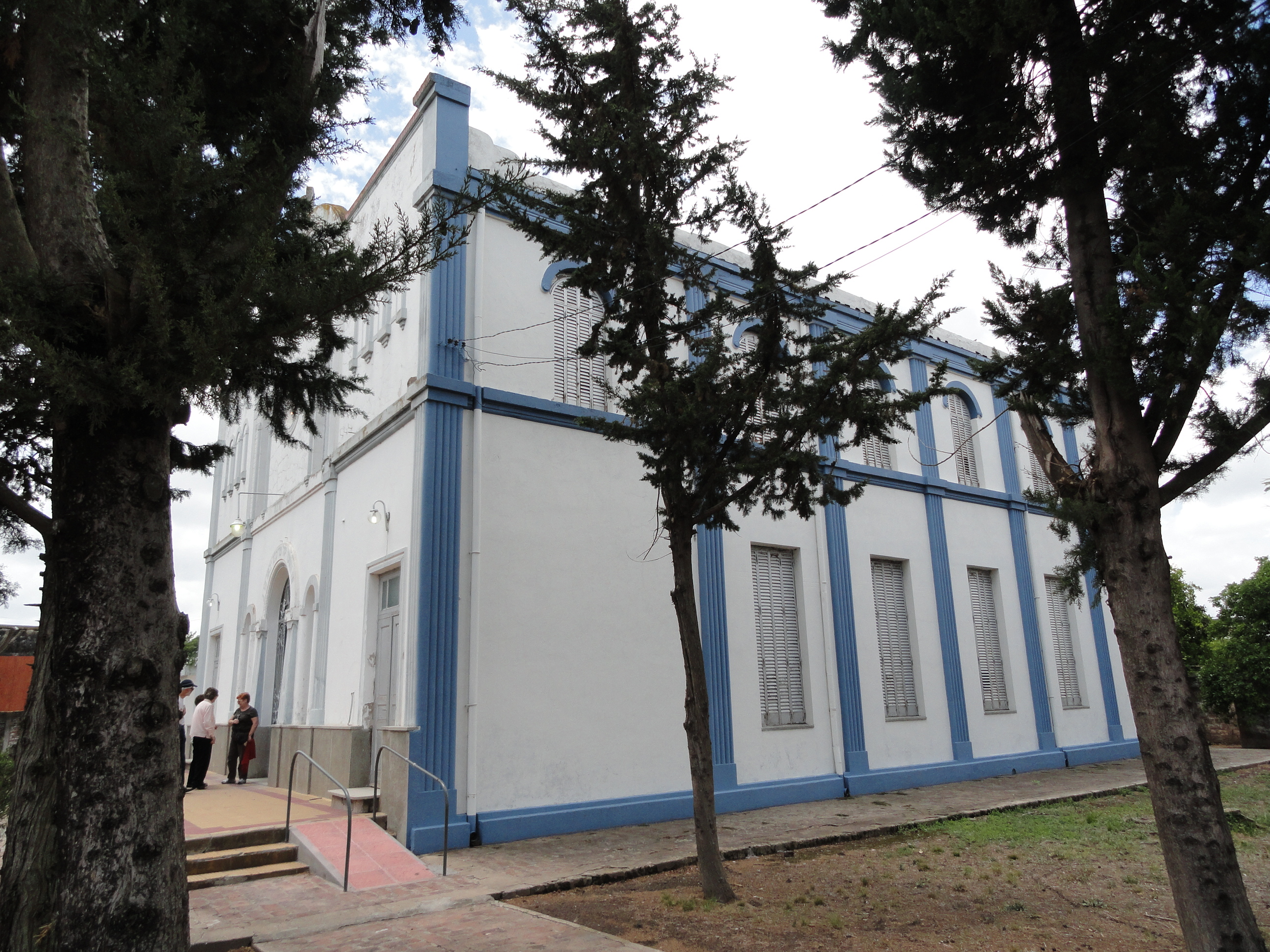
La synagogue vue de côté.
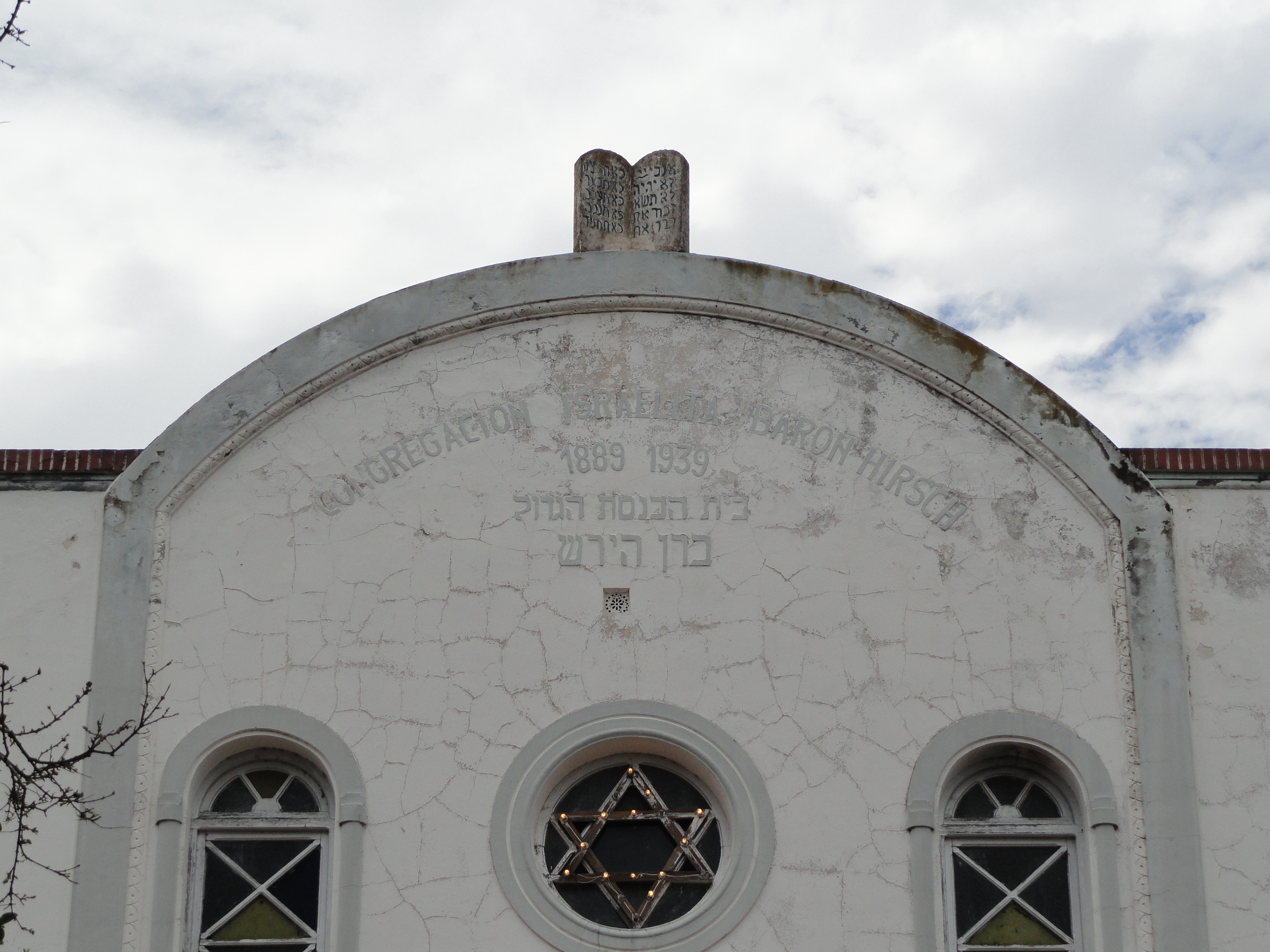
Fronton de la synagogue.
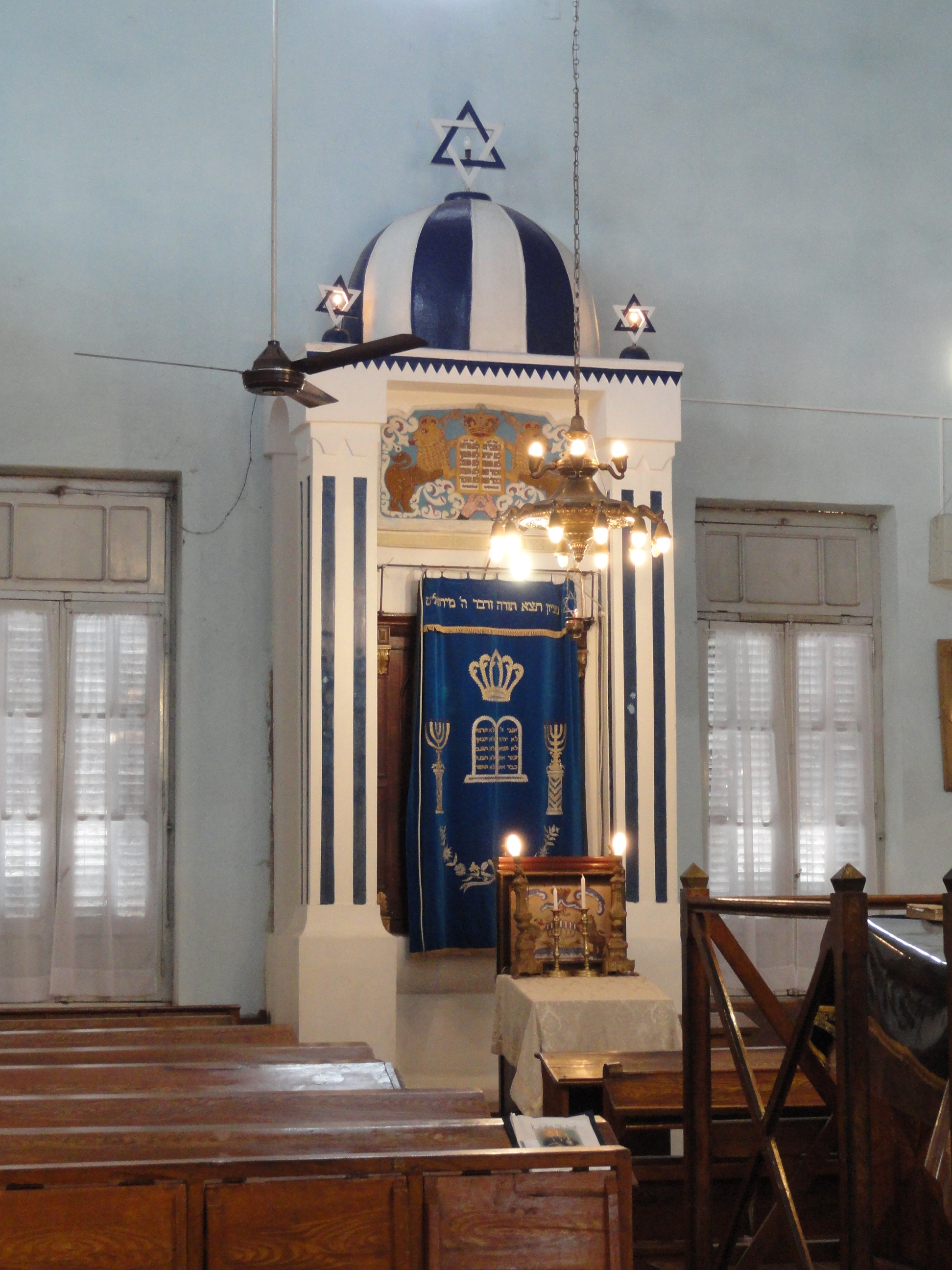
L'Arche Sainte.
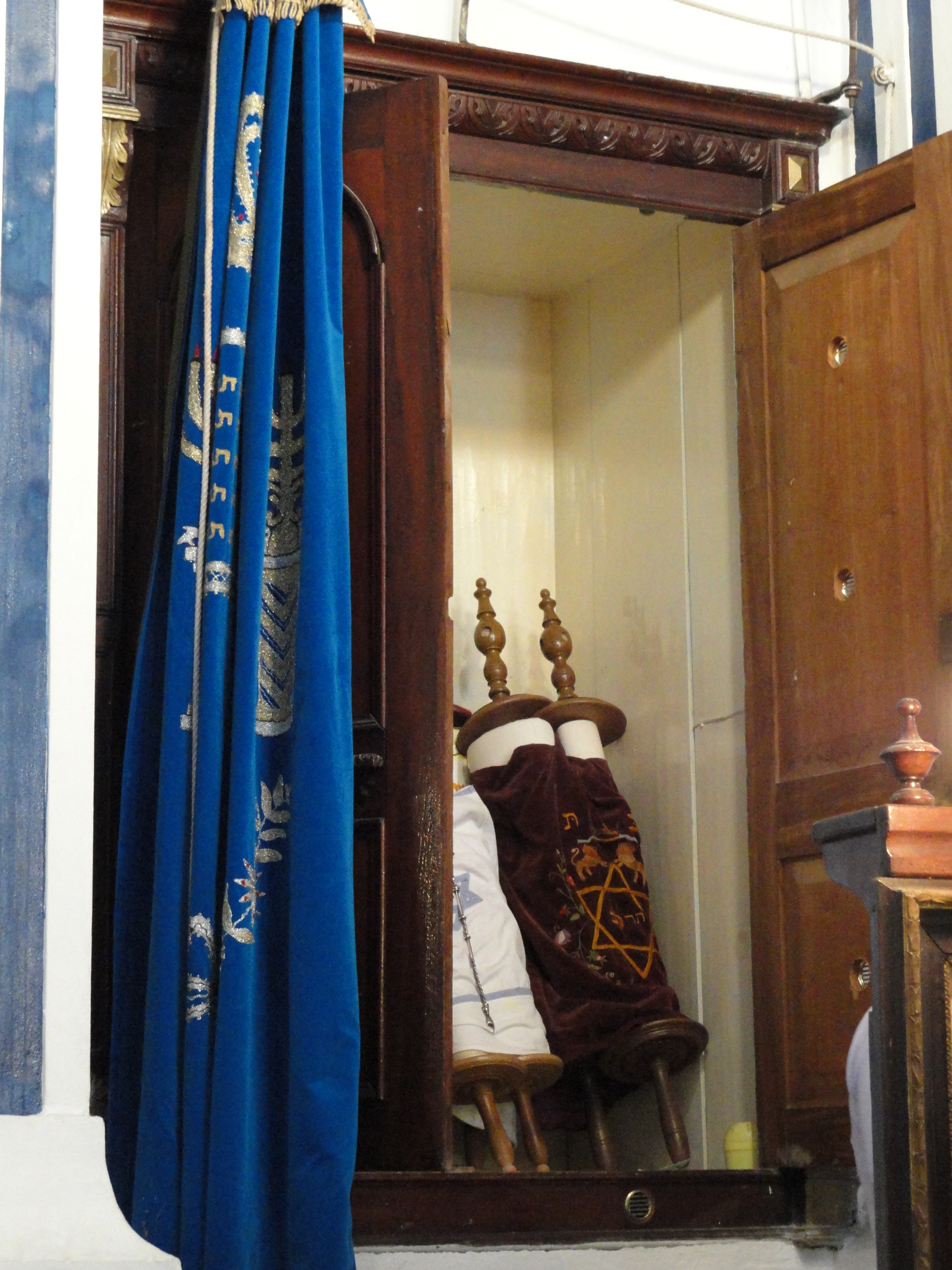
L'Arche Sainte ouverte avec les rouleaux de Torah.